# Cyana
La Cyana est un sous-marin de poche français, conçu en 1966 par le commandant Cousteau, et exploité jusqu'en 2003 par l'Ifremer pour l'exploration océanographique jusqu'à 3 000 m de profondeur.

## Histoire
Inspirée de ses précédentes Soucoupes Plongeantes SP-350 (1959) et SP-500 (1965), le commandant Cousteau conçoit sa nouvelle Soucoupe Plongeante SP-3000 en 1966 (en même temps que l'Anorep I) capable de plonger à la profondeur record de l'époque de 3000 m, pour succéder aux bathyscaphes, avec Jean Mollard et la Délégation générale à la recherche scientifique et technique (DGRST),,,. 

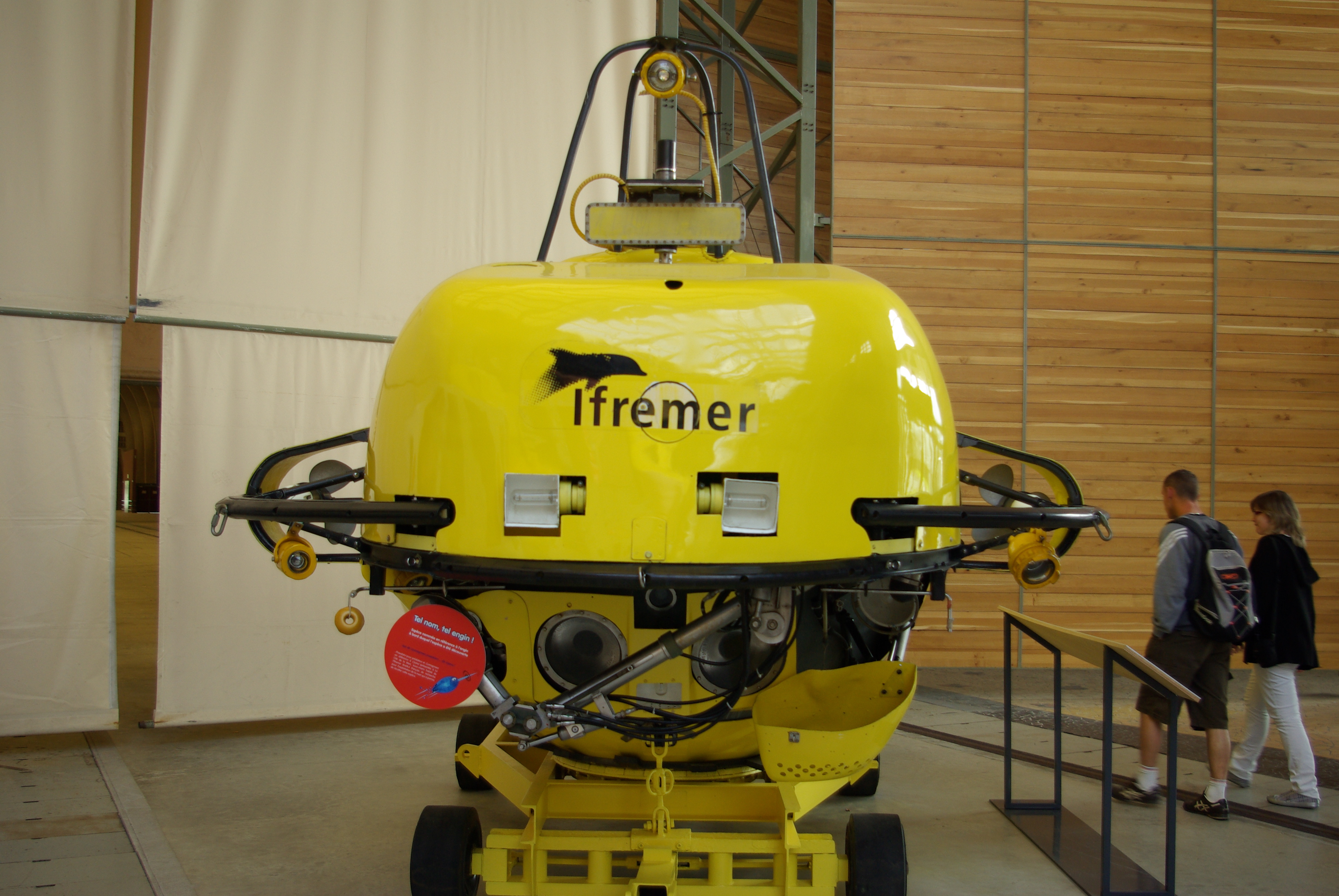
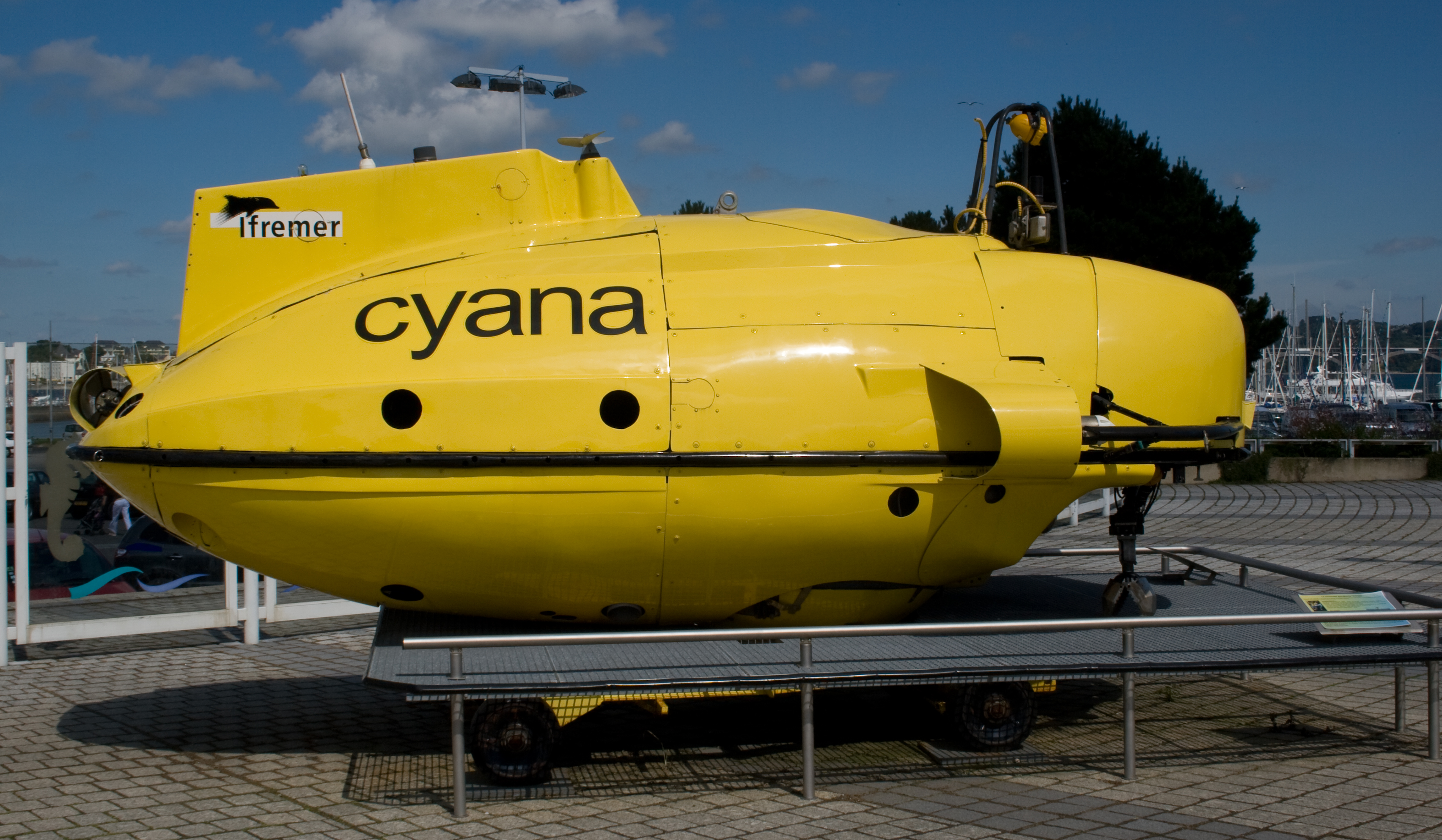

Le projet est repris en 1969 et lancé en 1971, sous le nom de Cyana, par le Centre national pour l’exploitation des océans (CNEXO), devenu IFREMER en 1984. Armé par Genavir, il peut opérer à partir de navires océanographiques de surface tel que le Nadir, L'Atalante ou Le Suroît, pour des missions d'observation, de mesures, de prélèvement d'échantillons, d'assistance aux sous-marins en difficulté et d'interventions sur épaves…
L'Épaulard (1980) ou le Nautile (1984) lui succède avec une capacité de plongée de 6000 m. Désarmée au printemps 2003 après plus de 30 ans d’activité et 1 300 plongées, la Cyana est exposée depuis janvier 2009 en tant que navire musée à La Cité de la Mer de Cherbourg-en-Cotentin en Normandie.

## Caractéristiques techniques
- Profondeur d'intervention : 3 000 m
- Masse : 9,30 t
- Dimensions :
  - longueur : 5,70 m
  - largeur : 3,20 m
  - hauteur : 2,70 m
- Sphère habitée :
  - équipage : 3 personnes
  - diamètre intérieur : 1,94 m
  - matériau : vascojet 90
  - hublots : 2
- Énergie par batteries au plomb ; capacité 380 Ah en 120 V
- Réglage d'assiette par transfert de mercure : + 20° à - 40°
- Propulsion principale : 2 propulseurs électriques de 1,5 kW
  - Vitesse de déplacement longitudinale : 2 nœuds
  - Rayon d'action : 8 km
- Propulsion auxiliaire :
  - 2 propulseurs hydrauliques de 0,6 kW : 1 transverse AR et 1 vertical
- Vitesse de descente et de remontée : 0,5 m/s
- Autonomie (travail sur le fond) : 6 à 10 h
- Centrale hydraulique : 1
- Communications :
  - téléphone sous-marin en plongée
  - émetteur-récepteur VHF en surface
- Équipements :
  - 1 sondeur d'altitude
  - 1 sonar panoramique
  - 3 caméras vidéo couleur (dont 1 3-CCD avec zoom et 1 3-CCD à focale fixe)
  - 3 magnétoscopes (1 Betacam SP et 2 S-VHS)
  - 1 caméra photo 800 vues avec marquage d'images, 1 flash 400 J
  - 2 projecteurs 400 W HMI
  - 5 projecteurs 650 W à iode
  - 1 centrale d'acquisition et d'enregistrement des données
  - 1 bras de manipulation à 5 degrés de liberté (+ ouverture et fermeture pince)
  - 1 panier à échantillons de volume utile 30 l
- Capacité d'emport (incluant le contenu du panier) : 50 kg
- Sécurité :
  - autonomie supplémentaire de sécurité : 120 h
  - 5 dispositifs pyrotechniques d'allègement de sécurité
  - 1 dispositif de repérage de secours